# Maravillas de Jesús
Maravillas de Jesús (Madrid, 4 de noviembre de 1891-Convento de La Aldehuela de Getafe, 11 de diciembre de 1974), de nombre secular María de las Maravillas Pidal y Chico de Guzmán, fue una monja católica española. Canonizada por la Iglesia católica en 2003, es considerada una de las grandes místicas del siglo XX.

## Biografía
María Maravillas fue bautizada ocho días después de nacer en la parroquia de San Sebastián de Madrid con el nombre de María Maravillas Pidal y Chico de Guzmán.
Su padre fue don Luis Pidal y Mon, segundo marqués de Pidal, y su madre doña Cristina Chico de Guzmán y Muñoz natural de la ciudad de Cehegín. De allí el nombre de su hija, que es el de la patrona de Cehegín: la Santísima Virgen de las Maravillas. Nieta y sobrina de los condes del Retamoso y sobrina nieta del duque de Riánsares, de la reina gobernadora que fue su madrina y de los marqueses de Remisa. Luis Pidal fue primeramente ministro de Fomento y más tarde embajador de España ante la Santa Sede. Fue nieta del político Pedro José Pidal, sobrina nieta del político Alejandro Mon y Menéndez, sobrina del político Alejandro Pidal y Mon, prima del político Pedro Pidal, el jurista Juan Menéndez Pidal, el pintor Luis Menéndez Pidal y el filólogo Ramón Menéndez Pidal, y tía abuela del jurista y empresario Gregorio Marañón y Bertrán de Lis.
Hizo sus votos religiosos en el año 1921. En 1923, tomó la decisión de fundar un convento de Carmelitas en Getafe en el Cerro de los Ángeles, junto al monumento levantado en el centro geográfico de España. El obispo de Madrid-Alcalá, Leopoldo Eijo y Garay, acogió y se entusiasmó con la idea y en 1924 la Hermana Maravillas y otras tres monjas carmelitas de El Escorial se instalaron provisionalmente en una casa de Getafe para atender desde allí la edificación del convento. El 30 de mayo de 1924 hizo su profesión solemne, y en junio de 1926 fue nombrada priora de la comunidad del Monasterio del Sagrado Corazón y Nuestra Señora de los Ángeles, que fue inaugurado el 31 de octubre de 1926.
Durante el período republicano iniciado en 1931, la Madre Maravillas pasaba todas las noches muchas horas orando desde su Carmelo y solicitó y obtuvo permiso del papa Pío XI para salir con su comunidad. En julio de 1936 las Carmelitas fueron expulsadas de su convento y llevadas detenidas a las Ursulinas de Getafe. Después se refugiaron en un piso de la calle Claudio Coello de Madrid, donde pasaron catorce meses. En 1937 la Madre pudo salir con su comunidad de Madrid y, pasando por Lourdes, entró en España para instalarse en Las Batuecas (Salamanca). Allí, a petición del obispo de Coria-Cáceres, fundó un nuevo Carmelo. En 1938 hizo voto de hacer siempre lo más perfecto. En marzo de 1939 regresó al Cerro de los Ángeles.
Realizó varias fundaciones de conventos, como el de Mancera de Abajo (Salamanca), en 1944; el de Duruelo (Blascomillán, Ávila), en 1947; el de Arenas de San Pedro (Ávila), en 1954; el de San Calixto, en la sierra de Córdoba, en 1956; el de Aravaca (Madrid), en 1958; y en 1961 el de La Aldehuela (Getafe, Madrid), en el que fue elegida priora y vivió hasta su muerte. También fundó el Carmelo de Montemar-Torremolinos (Málaga), en 1964. Antes de la Guerra civil española había fundado un convento en Kottayam (India), en 1933.
Tuvo como directores espirituales a religiosos que murieron con fama de santidad. Entre ellos cabe destacar a los padres Alfonso Torres S. J., Florencio del Niño Jesús OCD y Valentín de San José OCD.
Desde la clausura del Carmelo de La Aldehuela fundó un colegio para niños pobres, e hizo construir una barriada con numerosas casas y una iglesia. Sus restos mortales se depositaron en la iglesia del Carmelo de La Aldehuela, en cuyo convento falleció.

## Carisma personal
María de las Maravillas de Jesús se interesó profundamente por los problemas del prójimo, especialmente por las carencias económicas, pero siempre bajo un prisma espiritual. «No quiero la vida más que para imitar lo más posible la de Cristo», había escrito.
Los carmelos fundados por Maravillas de Jesús, se caracterizaron por la vida en pobreza propia de los conventos carmelitas: sin rentas, con edificios pequeños, con trabajo manual para su sustento. Siguen las Constituciones «del 90».

## Canonización
Fue beatificada en Roma por el papa Juan Pablo II el día 10 de mayo de 1998. También Juan Pablo II, la canonizó en Madrid, el 4 de mayo de 2003, juntamente con santa Genoveva Torres, san Pedro Póveda, santa Ángela de la Cruz y san José María Rubio S.J.. Dos sanaciones milagrosas en España y Argentina (en la ciudad de Nogoyá, Entre Ríos), resultaron decisivas para dar luz verde a la canonización de la religiosa española.
Su festividad se celebra el 11 de diciembre, en conmemoración de la fecha de su muerte.

## Placa en la Cámara Baja
Se suscitó una polémica en torno a la colocación de una placa en la Cámara Baja en honor a la carmelita en el 2008.
La Madre Maravillas nació en el solar donde hoy están algunas dependencias del Congreso de los Diputados. Por esa razón, la Mesa del Congreso adoptó el 4 de noviembre del 2008, a instancias del diputado del Partido Popular y vicepresidente primero de la Cámara, Jorge Fernández Díaz, la decisión de colocar en dependencias parlamentarias una placa en homenaje a la monja madrileña. El 13 de noviembre, el diputado de ICV, Joan Herrera, protestó ante el presidente del Congreso, José Bono, por esa decisión y expresó su «firme oposición» a la misma. Ese mismo día el PNV apoyó la iniciativa dentro de la «normalidad laica» y CIU expresaba su «máximo respeto». El 14 de noviembre, el grupo parlamentario de ERC-IU-ICV pidió formalmente a la Mesa del Congreso que reconsiderase su decisión porque vulneraba el principio de aconfesionalidad del Estado. El 18 de noviembre, varios parlamentarios socialistas expresaron su malestar por este asunto en la reunión del grupo socialista. Su portavoz, José Antonio Alonso, asumió esta posición, diciendo que no era partidario de la iniciativa y mostrándose convencido de que no se llevaría a término. El 18 de noviembre, José Bono, que apoyó el homenaje a la monja Maravillas, fue captado por una cámara de televisión mientras aludía en términos despectivos a sus compañeros socialistas en relación con este asunto. Finalmente, el 19 de noviembre la Mesa de la Cámara, reunida de urgencia por su presidente, acordó por unanimidad no instalar la placa ante la falta de consenso entre los grupos.

## Parroquias Santa Maravillas de Jesús
- El 14 de diciembre de 2008, el cardenal arzobispo de Madrid, Antonio María Rouco Varela, inauguró una parroquia en honor de Santa Maravillas de Jesús en Madrid, ciudad que la vio nacer. Situada en el PAU de Carabanchel, tiene su sede definitiva en la calle Los Morales 64 desde el 16 de junio de 2013. Antiguamente, la parroquia estuvo situada en la calle Patrimonio de la Humanidad 12, en un local alquilado de unos 100 metros cuadrados, pero en el que la parroquia funcionaba ya a pleno rendimiento. El 25 de octubre de 2011 fue colocada la primera piedra por el citado Cardenal Arzobispo de Madrid. Desde entonces comenzaron las obras de construcción del nuevo complejo parroquial bajo la supervisión del párroco, D.Ignacio Loriga. Todos los días 11 de cada mes se venera la reliquia de la Santa en las misas correspondientes.

- Existe una parroquia dedicada en honor a Santa Maravillas de Jesús en Getafe; es de nueva planta y está ubicada en la plaza de Francisco Tomás y Valiente s/n.[1]